# Resolució 661 del Consell de Seguretat de les Nacions Unides
La Resolució 661 del Consell de Seguretat de les Nacions Unides, adoptada el 6 d'agost de 1990 reafirmant la Resolució 660 (1990) i assenyalant la negativa d'Iraq a complir-lo i el dret d'autodefensa de Kuwait, ell Consell va adoptar mesures per implementar sancions internacionals a l'Iraq sota el Capítol VII de la Carta de les Nacions Unides. Aquesta va ser la segona resolució del Consell de Seguretat sobre la invasió de Kuwait.
Per tant, el Consell va decidir que els estats haurien d'evitar:
(a) la importació de tots els productes i mercaderies originaris d'Iraq o Kuwait;
(b) qualsevol activitat dels seus nacionals o dels seus territoris que promogui l'exportació de productes originaris d'Iraq o Kuwait, així com la transferència de fons a qualsevol país per als propòsits d'aquestes activitats;
(c) la venda d'armes o altres equips militars a Iraq i Kuwait, excloent ajuda humanitària;
(d) la disponibilitat de fons o altres recursos econòmics o econòmics a qualsevol país, o a qualsevol utilitat comercial, industrial o pública que hi funcioni, llevat d'objectius mèdics o humanitaris.
La resolució 661 va demanar a tots els estats membres, inclosos els no membres de les Nacions Unides, que actuessin estrictament d'acord amb la resolució i decidissin establir un Comitè del Consell de Seguretat format per tots els membres del Consell, que examinara els informes del Secretari General Javier Pérez de Cuéllar sobre la situació i buscar informació dels estats sobre l'acció que estan adoptant per implementar la Resolució 661, demanant que tots cooperin amb el comitè.
Finalment, el Consell va subratllar que el règim de sancions imposat no hauria d'afectar l'assistència prestada al Govern de Kuwait legítim. La resolució va ser aprovada per 13 vots contra cap, mentre que Cuba i el Iemen es van abstenir de votar.
Després del final de la Guerra del Golf i la retirada iraquiana de Kuwait, les sancions van estar relacionades amb l'eliminació de les armes de destrucció massiva per la Resolució 687 (1991). Els efectes de la política governamental i el règim de sancions van provocar la hiperinflació, la pobresa generalitzada i la malnutrició.

## El Comitè 661
El comitè establert en virtut de la resolució es coneix comunament com el "Comitè 661", o alternativament com el Comitè de Sancions de l'Iraq. Encara que el mandat inicial de la comissió 661 era bastant modest, va assumir àmplies responsabilitats en l'aplicació de les sancions. Joy Gordon, acadèmic de les sancions a Iraq, va escriure:
| « | El Comitè 661 va determinar quines mercaderies podria importar Iraq com a excepcions humanitàries, va respondre a les denúncies de contraban, va determinar quines mercaderies podrien portar a l'Iraq a les agències de les Nacions Unides que s'ocupaven del treball humanitari, va abordar qüestions relacionades amb les zones sense volar i es va fer càrrec de la tasca d'interpretació de les resolucions del Consell de Seguretat relatives a l'Iraq. | » |

Abans que el 1996 comencessin el Programa Petroli per Aliments, les exempcions del règim de sancions concedit per la comissió 661 van ser l'únic mitjà legal per a l'Iraq d'importar béns.